# Rico Dowdle
Rico Sharod Dowdle Jr. (Asheville, 14 giugno 1998) è un giocatore di football americano statunitense che milita nel ruolo di running back per i Carolina Panthers della National Football League (NFL).

## Carriera

### Dallas Cowboys
Dopo non essere stato scelto nel Draft NFL 2020, Dowdle firmò con i Dallas Cowboys il 27 aprile. Alla fine del training camp riuscì a entrare nel roster per l’inizio della stagione regolare come terzo running back delle gerarchie della squadra, dietro a Ezekiel Elliott e Tony Pollard. Nella sua stagione da rookie disputò 15 partite, ritornando 4 kickoff per 152 yard, oltre a 3 tackle negli special team e 7 corse tentate per 24 yard.
Nel 2021 Dowdle si infortunò a un’anca nella terza gara di pre-stagione contro gli Houston Texans. Il 25 agosto fu inserito in lista infortunati.
Nel 2022 Dowdle disputò 5 partite negli special team, con un placcaggio,  prima di subire un infortunio alla caviglia che lo portò in lista infortunati il 15 ottobre.
Nella settimana 11 della stagione 2023, Dowdle corse 12 volte per 79 yard e un touchdown nella vittoria sui New York Giants.
Nel 2024 Dowdle segnó il suo primo touchdown nella vittoria della gara del Giorno del Ringraziamento contro i Giants, guidando la squadra con 112 yard corse. Nella settimana 15 corse un nuovo primato personale di 149 yard nella vittoria sui Carolina Panthers, divenendo il primo giocatore non scelto nel draft a disputare tre gare consecutive con almeno 100 yard corse da Arian Foster nel 2014.

### Carolina Panthers
Il 13 marzo 2025 Dowdle firmò un contratto annuale del valore di 6,25 milioni di dollari con i Carolina Panthers.